# 佐藤沙緒理
佐藤 沙緒理（さとう さおり）は、日本の女性漫画家。主に電子コミック媒体で成人向け漫画作品を発表しており、代表作に『リリィがヤラせてあげる。』などがあり、同作を題材としたスマートフォン向けゲームアプリが配信されたこともある。

## 作品

### 単行本
- リリィがヤラせてあげる。（松文館〈パインコミックス〉、2009年10月27日、ISBN 978-479-012303-3）
- 愛玩ロボット リリィ（松文館〈別冊エースファイブコミックス〉、『リリィがヤラせてあげる。』から改題）
  1. （2012年4月28日、ISBN 978-479-012421-4）
  2. （2012年4月28日、ISBN 978-479-012422-1）
  3. （2013年5月28日、ISBN 978-479-012431-3）
- 監禁お遊戯 （松文館〈別冊エースファイブコミックス〉、2013年4月27日、ISBN 978-479-012430-6）
  - 電子コミックの『見つめて恋してつかまえて』を加筆・訂正した物。
- おなかにいっぱい、あやかしの種（松文館〈別冊エースファイブコミックス〉）
  1. （2015年9月28日、ISBN 978-479-012436-8）

### 電子コミック
- リリィがヤラせてあげる（松文館）[2]
- 見つめて恋してつかまえて （松文館）[3]
- おなかにいっぱい、あやかしの種（松文館）[4]

### 読切
- はつでーと。 （茜新社〈コミックテンマ〉2011年1月号）
- 放課後ナイフ （新書館、ピュア百合アンソロジー ひらり、Vol.8、2012年7月28日）